# Serie formale di potenze
In matematica, le serie formali di potenze sono entità che rendono possibile riformulare gran parte dei risultati concernenti le serie di potenze ottenuti nella analisi matematica in ambiti formali dove non si pongono questioni di "convergenza". Esse si rivelano utili, specialmente nella combinatoria, per fornire rappresentazioni compatte di successioni di numeri e funzioni e per ottenere formule chiuse per successioni definite attraverso un algoritmo ricorsivo; questo modo di operare viene detto metodo delle funzioni generatrici.

## Introduzione informale
Una serie formale di potenze può essere definita in termini informali come un "polinomio con una infinità numerabile di termini". Per chi ha già familiarità con le serie di potenze (o serie di Taylor), invece, lo studio delle serie formali di potenze può essere visto come uno studio delle serie di potenze nel quale si trascurano tutte le questioni di convergenza. Consideriamo, ad esempio, la serie:
{\displaystyle A=1-3x+5x^{2}-7x^{3}+9x^{4}-11x^{5}+\cdots .}
Se la consideriamo come una comune serie di potenze possiamo studiarne le proprietà quali, ad esempio, il fatto che il suo raggio di convergenza è 1. Se invece viene vista come una serie formale di potenze, questo fatto viene completamente ignorato; è rilevante solo la successione dei suoi coefficienti
{\displaystyle \langle 1,-3,5,-7,9,-11,\ldots \rangle .}
Una serie formale di potenze potrebbe considerarsi una entità che registra una successione di coefficienti.
Rinunciando a porsi i problemi di convergenza (e alla conseguente possibilità di individuare valori numerici) si acquista la possibilità di definire sulle serie formali di potenze un'ampia gamma di operazioni che portano a meccanismi costruttivi spesso molto vantaggiosi. Una prima gamma di operazioni viene ripresa agevolmente dall'algebra dei polinomi. Per esempio, se:
{\displaystyle B=2x+4x^{3}+6x^{5}+\cdots ,}
si possono sommare {\displaystyle A} e {\displaystyle B} termine a termine:
{\displaystyle A+B=1-x+5x^{2}-3x^{3}+9x^{4}-5x^{5}+\cdots .}
Le serie formali di potenze si possono anche moltiplicare come fossero polinomi:
{\displaystyle A\cdot B=2x-6x^{2}+14x^{3}-26x^{4}+44x^{5}+\cdots .}
Si noti che ogni coefficiente del prodotto {\displaystyle A\cdot B} dipende solo da un numero finito di coefficienti di {\displaystyle A} e {\displaystyle B;} ad esempio, il termine in {\displaystyle x^{5}} è dato da:
{\displaystyle 44x^{5}=(1\times 6x^{5})+(5x^{2}\times 4x^{3})+(9x^{4}\times 2x).}
La finitezza della somma che fornisce i coefficienti di una serie prodotto rende lecito moltiplicare le serie formali di potenze senza le preoccupazioni di convergenza assoluta, condizionale e uniforme che non si possono ignorare nello studio delle serie di potenze nell'ambito dell'analisi matematica.
Varie altre operazioni che si possono riprendere dall'algebra dei polinomi sono presentate qui sotto. Le operazioni meno usuali compaiono in articoli più specifici.

## Impostazione formale

### Due definizioni dell'anello delle serie formali di potenze
Consideriamo un anello commutativo {\displaystyle R;} ci proponiamo di definire l'anello delle serie formali di potenze su {\displaystyle R} nella variabile {\displaystyle X}, denotato con {\displaystyle R[[X]]}; gli elementi di questo anello dovrebbero essere pensati come serie di potenze i cui coefficienti sono elementi di {\displaystyle R.}
La definizione forse più efficace di {\displaystyle R[[X]]} lo considera come completamento dell'anello dei polinomi {\displaystyle R[X]} rispetto alla topologia I-adica determinata dell'ideale {\displaystyle I} di {\displaystyle R[X]} generato da {\displaystyle X.} Questo consiste in un anello topologico completo contenente {\displaystyle R[X]} come sottospazio denso. Questa costruzione determina contemporaneamente la struttura di anello e la struttura topologica.
Tuttavia è possibile descrivere {\displaystyle R[[X]]} più esplicitamente e senza ricorrere a nozioni algebriche complesse definendo separatamente la struttura di anello e la struttura topologica.

#### Struttura di anello
Partiamo dall'insieme {\displaystyle R^{\mathbb {N} }} di tutte le successioni infinite in {\displaystyle R.} Per due di tali successioni definiamo l'addizione come
{\displaystyle \left(a_{n}\right)+\left(b_{n}\right):=\left(a_{n}+b_{n}\right)}
e la moltiplicazione come
{\displaystyle \left(a_{n}\right)\times \left(b_{n}\right):=\left(\sum _{k=0}^{n}a_{k}b_{n-k}\right).}
Questo tipo di prodotto viene chiamato prodotto di Cauchy delle due successioni di coefficienti; questa composizione costituisce una sorta di convoluzione discreta. Con queste operazioni, {\displaystyle R^{\mathbb {N} }} diventa un anello commutativo il cui elemento zero è {\displaystyle (0,0,0,\ldots )} e la cui identità moltiplicativa è {\displaystyle (1,0,0,\ldots ).}
Se identifichiamo l'elemento {\displaystyle a} di {\displaystyle R} con la successione {\displaystyle (a,0,0,\ldots )} e scriviamo {\displaystyle X:=(0,1,0,0,\ldots ),} allora dalle precedenti definizioni di addizione e moltiplicazione segue che ogni sequenza che presenta solo un numero finito di componenti diversi da zero può venire scritta come somma finita
{\displaystyle \langle a_{0},a_{1},a_{2},\ldots ,a_{N},0,0,\ldots \rangle =a_{0}+a_{1}X+\cdots +a_{N}X^{N}=\sum _{n=0}^{N}a_{n}X^{n}.}

#### Struttura topologica
È opportuno cercare di estendere la precedente formula ad una valida per successioni arbitrarie in {\displaystyle R^{\mathbb {N} }}, cioè fare in modo che valga una uguaglianza della forma
{\displaystyle \langle a_{0},a_{1},a_{2},a_{3},\ldots \rangle =\sum _{n=0}^{\infty }a_{n}X^{n}\qquad (1).}
Per dare senso alla somma infinita al secondo membro è necessaria una nozione di convergenza in {\displaystyle R^{\mathbb {N} }}, cosa che richiede l'introduzione di una topologia su {\displaystyle R^{\mathbb {N} }}. Una topologia appropriata si può ottenere in vari modi equivalenti.
- Si può munire {\displaystyle R^{\mathbb {N} }} della topologia prodotto ottenuta assegnando ad ogni copia di {\displaystyle R} la topologia discreta.
- Si può introdurre una metrica, ovvero una funzione distanza. Per le due successioni {\displaystyle (a_{n})} e {\displaystyle (b_{n})} in {\displaystyle R^{\mathbb {N} }}, si definisce

{\displaystyle d((a_{n}),(b_{n}))=2^{-k},}
dove {\displaystyle k} è il minimo numero naturale tale che {\displaystyle a_{k}\neq b_{k}}; se un tale {\displaystyle k} non esiste, allora le due successioni coincidono e come loro distanza si assume zero.
- Possiamo dare a {\displaystyle R^{\mathbb {N} }} la topologia I-adica, dove {\displaystyle I=(X)} è l'ideale generato da {\displaystyle X,} che consiste di tutte le successioni il cui primo termine {\displaystyle a_{0}} è zero.

Tutte queste definizioni della topologia portano ad affermare che due successioni {\displaystyle (a_{n})} e {\displaystyle (b_{n})} sono "vicine" se i loro primi termini coincidono; più termini coincidono, più esse sono vicine. 
A questo punto si può attribuire un senso all'equazione (1); le somme parziali della serie palesemente convergono alla successione al primo membro: in effetti ogni riarrangiamento della serie converge allo stesso limite.
Si può verificare che questa struttura topologica, insieme alle operazioni di anello descritte sopra, formano un anello topologico. Essa viene chiamata anello delle serie formali di potenze su {\displaystyle R} e viene tradizionalmente denotata con {\displaystyle R[[X]].}

### Proprietà universale
L'anello {\displaystyle R[[X]]} può essere caratterizzato mediante la seguente proprietà universale. Se {\displaystyle S} è un'algebra commutativa associativa su {\displaystyle R} e se {\displaystyle I} è un ideale di {\displaystyle S} tale che la topologia {\displaystyle I}-adica su {\displaystyle S} è completa, denotato con {\displaystyle x} un elemento di {\displaystyle I,} allora esiste un unico {\displaystyle \Phi \colon R[[X]]\to S} che gode delle seguenti proprietà:
- {\displaystyle \Phi } è un omomorfismo di {\displaystyle R}-algebre;
- {\displaystyle \Phi } è continua;
- {\displaystyle \Phi (X)=x.}

### Operazioni sulle serie formali di potenze

#### Inversione delle serie
La serie {\displaystyle \sum _{n=0}^{\infty }a_{n}X^{n}} in {\displaystyle R[[X]]} è invertibile in {\displaystyle R[[X]]} se e solo se il suo coefficiente costante {\displaystyle a_{0}} è invertibile in {\displaystyle R.} Un caso speciale importante è quello della formula per la serie geometrica, valida in {\displaystyle R[[X]]}:
{\displaystyle \left(1-X\right)^{-1}=\sum _{n\geq 0}X^{n}.}

#### Composizione delle serie
Date le serie formali di potenze
{\displaystyle f(X)=\sum _{n=1}^{\infty }a_{n}X^{n}=a_{1}X+a_{2}X^{2}+\cdots }
e
{\displaystyle g(X)=\sum _{n=0}^{\infty }b_{n}X^{n}=b_{0}+b_{1}X+b_{2}X^{2}+\cdots ,}
si definisce come loro composizione
{\displaystyle g(f(X)):=\sum _{n=0}^{\infty }b_{n}f(X)^{n}=:\sum _{n=0}^{\infty }c_{n}X^{n};}
i coefficienti {\displaystyle c_{n}} vanno determinati "sviluppando" le potenze della {\displaystyle f(X).} Una presentazione più esplicita di questi coefficienti è fornita dalla formula di Faà di Bruno.
Va sottolineato che l'operazione è ben definita solo quando {\displaystyle f(X)} è "priva di termine costante", condizione necessaria affinché la serie {\displaystyle g(f(X))} converga nella topologia di {\displaystyle R[[X]],} ossia condizione affinché ogni {\displaystyle c_{n}} dipenda solo da un numero finito di coefficienti della {\displaystyle f(X)} e {\displaystyle g(X).}

##### Esempio
Si denota con {\displaystyle \exp(X)} la serie formale di potenze
{\displaystyle \exp(X)=1+X+{\frac {X^{2}}{2!}}+{\frac {X^{3}}{3!}}+{\frac {X^{4}}{4!}}+\cdots ;}
l'espressione
{\displaystyle \exp(\exp(X)-1)=1+X+X^{2}+{\frac {5X^{3}}{6}}+{\frac {5X^{4}}{8}}+\cdots }
può essere lecitamente considerata come serie formale di potenze. Va rilevato, tuttavia, che un enunciato come
{\displaystyle \exp(\exp(X))=e\exp(\exp(X)-1)=e+eX+eX^{2}+{\frac {5eX^{3}}{6}}+\cdots }
in quanto espressione di una proprietà della composizione di serie formali di potenze è da evitare. Infatti porta confusione fra le nozioni di convergenza in {\displaystyle R[[X]]} e convergenza in {\displaystyle R;} in effetti qualche anello {\displaystyle R} potrebbe anche non contenere alcun numero {\displaystyle e} che goda le proprietà del numero reale definibile con un limite di alcune successioni secondo la usuale metrica dei numeri reali (vedere e (costante matematica)).

#### Differenziazione formale delle serie
Data una serie formale di potenze
{\displaystyle f=\sum _{n\geq 0}a_{n}X^{n}}
in {\displaystyle R[[X]],} si definisce come sua derivata formale
{\displaystyle Df:=\sum _{n\geq 1}a_{n}nX^{n-1}.}
La trasformazione {\displaystyle D} viene chiamata operatore di differenziazione formale. La motivazione di questa definizione sta nel fatto che essa semplicemente estende la differenziazione termine a termine di un polinomio.
Questa operazione è {\displaystyle R}-lineare:
{\displaystyle D(af+bg)=aDf+bDg,}
per ogni {\displaystyle a,b\in R} e ogni {\displaystyle f,g\in R[[X]].} Inoltre la derivata formale possiede molte delle proprietà della usuale derivata del calcolo infinitesimale. Ad esempio valgono la regola del prodotto
{\displaystyle D(fg)=f(Dg)+(Df)g;}
e la regola di derivazione di funzione composta
{\displaystyle D(f(u))=(Df)(u)Du,}
per tutte le coppie di funzioni che soddisfino le condizioni per la composizione delle loro serie (vedere sopra Composizione di serie).
Da un certo punto di vista tutte le serie formali di potenze sono serie di Taylor. In effetti per la {\displaystyle f} sopra definita si trova che 
{\displaystyle (D^{k}f)(0)=k!a_{k},}
dove {\displaystyle D^{k}} denota la derivata formale {\displaystyle k}-esima, cioè il risultato del differenziare formalmente {\displaystyle k} volte.

### Proprietà algebriche dell'anello delle serie di potenze formali
{\displaystyle R[[X]]} è un'algebra associativa sull'anello {\displaystyle R} la quale contiene l'anello {\displaystyle R[X]} dei polinomi su {\displaystyle R;} i polinomi corrispondono alle successioni con un numero finito di componenti diverse da zero.
Il radicale di Jacobson di {\displaystyle R[[X]]} è l'ideale generato da {\displaystyle X} e dal radicale di Jacobson di {\displaystyle R;} questo fatto è conseguenza del criterio di invertibilità di un elemento discusso sopra.
Gli ideali massimali di {\displaystyle R[[X]]} si ottengono tutti a partire da quello in {\displaystyle R} nel seguente modo: un ideale {\displaystyle M} di {\displaystyle R[[X]]} è massimale se e solo se {\displaystyle M\cap R} è un ideale massimale di {\displaystyle R} e inoltre {\displaystyle M} viene generato come ideale da  {\displaystyle X} e {\displaystyle M\cap R.}
Sono molte le proprietà algebriche di {\displaystyle R} che possono essere ereditate da {\displaystyle R[[X]]}:
- se {\displaystyle R} è un anello locale, allora è tale anche {\displaystyle R[[X]];}
- se {\displaystyle R} è noetheriano, allora è tale anche {\displaystyle R[[X]]}; questa è una particolarizzazione del teorema della base di Hilbert;
- se {\displaystyle R} è un dominio di integrità, allora lo è anche {\displaystyle R[[X]].}

Se {\displaystyle R=K} è un campo, allora {\displaystyle K[[X]]} gode di proprietà addizionali, ad esempio:
- {\displaystyle K[[X]]} è un anello a valutazione discreta;
- {\displaystyle K[[X]]} è un dominio a fattorizzazione unica.

### Proprietà topologiche dell'anello delle serie di potenze formali
Lo spazio metrico {\displaystyle (RX,\ d)} è completo. 
L'anello {\displaystyle RX} è compatto se e solo se {\displaystyle R} è finito. Questo segue dal teorema di Tychonoff e dalla caratterizzazione della topologia su {\displaystyle RX} come topologia prodotto.

## Applicazioni
Le serie formali di potenze possono essere utilizzate per risolvere molte delle equazioni di ricorrenza che si incontrano nella teoria dei numeri e nella combinatoria. Per l'esempio riguardante la ricerca di un'espressione in forma chiusa per i numeri della successione di Fibonacci, vedi la voce sulla funzione generatrice.
Le serie formali di potenze consentono di dimostrare numerose relazioni familiari dell'analisi matematica in modo puramente algebrico. Consideriamo per esempio i seguenti elementi di {\displaystyle \mathbb {Q} [[X]]}:
{\displaystyle \sin(X):=\sum _{n\geq 0}{\frac {(-1)^{n}}{(2n+1)!}}X^{2n+1};}
{\displaystyle \cos(X):=\sum _{n\geq 0}{\frac {(-1)^{n}}{(2n)!}}X^{2n}.}
A partire da queste serie formali si può dimostrare direttamente che 
{\displaystyle \sin ^{2}+\cos ^{2}=1}
e
{\displaystyle D\sin =\cos .}
Mentre nell'anello {\displaystyle \mathbb {Q} [[X,Y]]} si dimostra che 
{\displaystyle \sin(X+Y)=\sin(X)\cos(Y)+\cos(X)\sin(Y).}
In algebra, l'anello {\displaystyle K[[X_{1},\ldots ,X_{r}]]} (dove {\displaystyle K} è un qualsiasi campo) viene spesso usato come l'anello locale completo su {\displaystyle K} "standard e più generale".

## Funzioni dalle serie di potenze formali
Nell'analisi matematica, ogni serie di potenze convergente definisce una funzione con valori nel campo dei numeri reali o dei numeri complessi. Anche le serie formali di potenze possono essere interpretate come funzioni, ma occorre essere cauti nel precisare il loro dominio e il loro codominio. Se {\displaystyle f=\sum a_{n}X^{n}} è un elemento di {\displaystyle R[[X]],} {\displaystyle S} un'algebra commutativa associativa su {\displaystyle R,} {\displaystyle I} è un ideale in {\displaystyle S} tale che la topologia I-adica su {\displaystyle S} è completa e {\displaystyle x} è un elemento di {\displaystyle I,} allora si può definire
{\displaystyle f(x):=\sum _{n\geq 0}a_{n}x^{n},}
la nuova serie essendo sicuramente convergente in {\displaystyle S,} grazie alle richieste per la {\displaystyle x.} Abbiamo inoltre
{\displaystyle (f+g)(x)=f(x)+g(x)}
e
{\displaystyle (fg)(x)=f(x)g(x)}
Mentre per le funzioni tradizionali queste uguaglianze sono delle definizioni delle funzioni a primo membro, per le serie si tratta di uguaglianze che possono essere dimostrate.
Dato che la topologia su {\displaystyle R[[X]]} è la topologia {\displaystyle (X)}-adica e {\displaystyle R[[X]]} è completo, è possibile, in particolare, applicare le serie di potenze ad altre serie di potenze, assodato che ogni serie argomento abbia coefficiente costante nullo: {\displaystyle f(0),} {\displaystyle f(X^{2}-X)} e {\displaystyle f((1-X)^{-1}-1)} sono ben definite per ogni serie formale di potenze {\displaystyle f\in R[[X]].}
Con questo formalismo si può dare una formula esplicita per l'inversa moltiplicativa di una serie di potenze {\displaystyle f} il cui coefficiente costante {\displaystyle a=f(0)} è invertibile in {\displaystyle R}:
{\displaystyle f^{-1}=\sum _{n\geq 0}a^{-n-1}(a-f)^{n}.}
Se la serie formale di potenze {\displaystyle g} con {\displaystyle g(0)=0} è data implicitamente dalla equazione
{\displaystyle f(g)=X,}
dove {\displaystyle f} è una serie formale di potenze nota con {\displaystyle f(0)=0,} allora i coefficienti di {\displaystyle g} possono essere calcolati esplicitamente mediante il teorema di inversione di Lagrange.

## Generalizzazioni
Sono state individuate varie generalizzazioni delle serie formali di potenze "normali" sopra trattate che si dimostrano utili strumenti per la sistemazione e la generalizzazione di risultati trovati in ricerche specifiche e frammentarie, in particolare su funzioni speciali e formule di ricorrenza.
Una prima generalizzazione riguarda le serie formali di potenze in più variabili; esse costituiscono un'estensione naturale di quelle su una sola variabile.
Si possono poi considerare anelli di serie formali di potenze non necessariamente date da interi naturali, ma soltanto corrispondenti ad insiemi di interi con un limite inferiore o insiemi di interi con un limite superiore. Infatti per due di tali serie risulta ancora possibile definire un prodotto di Cauchy mediante convoluzioni discrete. Tra queste serie accenniamo a quelle di Laurent. Infine introduciamo una generalizzazione concernente indici che corrono in generici gruppi abeliani ordinati.

### Serie formale di Laurent
Se {\displaystyle R=K} è un campo, allora {\displaystyle K[[X]]} è un dominio di integrità e quindi si può considerare il suo campo quoziente. Questo viene detto anello delle serie formali di Laurent e viene denotato con {\displaystyle K((X)).} Si tratta di un campo topologico e la sua relazione con le serie formali di potenze è analoga a quella tra serie di potenze e serie di Laurent. I suoi elementi hanno la forma 
{\displaystyle f=\sum _{n\geq -M}a_{n}X^{n},}
dove {\displaystyle M} è un intero che dipende da {\displaystyle f} (non si chiede che tutte le serie del campo abbiano la stessa potenza minima).
Anche per le serie formali di Laurent la differenziazione viene definita in modo naturale, cioè (termine a termine). Oltre alle regole elencate sopra a proposito di differenziazione formale delle serie, vale anche la regola del quoziente.

### Serie con l'insieme indice dato da un gruppo abeliano ordinato
Facciamo ancora riferimento ad un anello commutativo {\displaystyle R} e sia {\displaystyle G} un gruppo abeliano ordinato, cioè un gruppo abeliano munito di un ordinamento totale "<" che rispetta l'addizione gruppale, ossia tale che sia {\displaystyle a<b} se e solo se {\displaystyle a+c<b+c} per ogni {\displaystyle c} di {\displaystyle G.} Sia poi {\displaystyle I} un sottoinsieme bene ordinato di {\displaystyle G,} cioè un sottoinsieme che non contiene catene discendenti infinite. Consideriamo allora l'insieme degli oggetti esprimibili come 
{\displaystyle \sum _{i\in I}a_{i}X^{i},}
per tutti questi {\displaystyle I} e con i coefficienti {\displaystyle a_{i}} appartenenti a {\displaystyle R,} assumendo anche per ogni insieme indice che la somma corrispondente a tutti gli {\displaystyle a_{i}} nulli in {\displaystyle R} dia lo zero della nuova struttura. In tali condizioni {\displaystyle R((G))} è l'anello delle serie formali di potenze su {\displaystyle G;} grazie alla richiesta che l'insieme indice sia ben ordinato il prodotto risulta ben definito e naturalmente si assume che due elementi che differiscono dello zero coincidano.
Varie proprietà di {\displaystyle R} si trasferiscono a {\displaystyle R((G))}. Se {\displaystyle R} è un campo, allora è un campo anche {\displaystyle R((G))}. Se {\displaystyle R} è un campo ordinato, possiamo ordinare {\displaystyle R((G))} chiedendo che ogni elemento abbia lo stesso segno del suo primo coefficiente, definendo come tale il minimo elemento dell'insieme indice {\displaystyle I} con il coefficiente associato non nullo. Finalmente se {\displaystyle G} è un gruppo divisibile e {\displaystyle R} è un campo reale chiuso, allora {\displaystyle R((G))} è un campo reale chiuso, mentre se {\displaystyle R} è algebricamente chiuso, allora è tale anche {\displaystyle R((G))}.
Questa teoria è dovuta a Hans Hahn, che ha anche mostrato che si ottengono dei sottocampi quando il numero dei termini non nulli è limitato da qualche fissata cardinalità infinita.

## Esempi e argomenti associati
- Le serie di Bell sono utilizzate per studiare le proprietà delle Funzioni aritmetiche moltiplicative